# Vodní nádrž České Údolí
Vodní nádrž České Údolí (lidově též Borská přehrada, Litická přehrada a výjimečně i přehrada Valcha podle vesnic či čtvrtí v okolí) je přehradní nádrž na jihu Plzně, na řece Radbuze na říčním kilometru 6,9. První studie o stavbě VD České Údolí byla zpracována již v roce 1959, Krajské vodohospodářské rozvojové a investiční středisko zpracovalo investiční úkol v roce 1965, vlastní výstavba probíhala v letech 1969 až 1972. Přehrada byla dokončena v roce 1973. Jméno získala podle Českého údolí, v jehož závěru byla postavena hráz.

## Hráz
Hráz je sypaná, zemní, s návodním betonovým těsnicím štítem. Má obloukový půdorys. Do roku 2004 vedla po hrázi státní silnice 27 – výpadovka z Plzně na Klatovy. Nyní je silnice vedena po samostatném mostě vysoko nad údolím, je to zároveň spojnice s novým dálničním obchvatem Plzně – dálnice D5 Praha – Rozvadov.
Délka hráze 106 m, šířka v koruně 14 m, max. výška 12,6 m nad základovou spárou. Ve středu zemní hráze je betonový blok, v němž jsou 2 strojovny, 2 klapky 15 × 3 m a 2 spodní výpusti, každá hrazená segmentem a stavidlem. Kapacita spodních výpustí je 31 m³/s, celková kapacita výpustí a obou segmentů je 293 m³/s (bezpečně provede stoletou vodu) při hladině zásobního prostoru.
Původní koryto řeky je pod hrází v délce cca 100 m opevněné monolitickými železobetonovými deskami, na konci úpravy na levém břehu stojí limnigraf.

### Provoz
Klapky se na zimu sklápí a hladina se snižuje o 3 m. Zimní období je v tomto případě prosinec až únor, ale změna hladiny záleží na aktuálních klimatických podmínkách.
Minimální odtok z nádrže je 1 m³/s, neškodný odtok byl stanoven na 25 m³/s.